# Platinum (álbum de Oficina G3)
Platinum é a segunda compilação da banda de rock cristão Oficina G3, lançada em abril de 2003 pela gravadora Gospel Records. As canções do disco provém de todos os trabalhos da banda lançados pela gravadora.

## Contexto
Em 1999, o Oficina G3 estava sendo sondado pela gravadora MK Music por intermédio do ex-vocalista Túlio Régis. O músico disse, em entrevista, que a banda era o nome mais importante do casting da Gospel Records, e que o contrato que os mantinha era limitante. A banda decidiu fechar com a MK, o que fez com que os músicos perdessem os direitos autorais dos álbuns lançados pela Gospel Records. E, com base no mesmo catálogo, a gravadora decidiu produzir, no mesmo período de O Tempo (2000), a coletânea The Best of Oficina G3.
Em 2002, ainda na MK, o Oficina G3 tinha lançado o álbum Humanos. Na esteira da produção do álbum inédito, a Gospel Records decidiu produzir Platinum, com o repertório do grupo nos anos 1990.

## Lançamento e recepção
| Críticas profissionais | Críticas profissionais |
| Avaliações da crítica  | Avaliações da crítica  |
| Fonte                  | Avaliação              |
| ---------------------- | ---------------------- |
| O Propagador           | [ 3 ]                  |

Platinum foi lançado em 2003 pela gravadora Gospel Records. O guia discográfico do O Propagador atribuiu uma cotação de 1 de 5 estrelas para a coletânea, com a justificativa de que "ao considerar que uma coletânea de maiores sucessos estava recentemente lançada, e não há diferenças significativas no repertório, não existe nenhuma necessidade em ter sido lançado".
A coletânea, na década de 2010, foi distribuída nas plataformas digitais pela Gospel Records.

## Faixas
1. "Naves Imperiais"
2. "Você Pirou"
3. "Mais que vencedores"
4. "Deus Eterno"
5. "Indiferença"
6. "Magia Alguma"
7. "Quem"
8. "Autor da Vida"
9. "Cante"
10. "Davi"